# Rolf Büttner
Rolf Büttner (* 9. Juli 1949 in Garding, Schleswig-Holstein) war von 2001 bis März 2007 Mitglied des Bundesvorstandes der Vereinten Dienstleistungsgewerkschaft (ver.di) und Leiter des Fachbereichs Postdienste, Speditionen und Logistik. Im April 2006 trat Büttner nach der Wahl durch den ver.di-Gewerkschaftsrat die Nachfolge von Franz Treml als stellvertretender ver.di-Vorsitzender an. Im Mai 2007 wurde er auf der Weltkonferenz des Sektors Post & Logistik der Gewerkschaftsinternationalen UNI Global Union zum Präsidenten UNI Postal gewählt. Zudem amtiert er als Präsident von UNI Postal Europa.

## Leben und berufliche Entwicklung
Nach seiner Ausbildung zum Postjungboten in Hamburg machte er den Aufstieg in den mittleren Postdienst und war in verschiedenen Bereichen der Deutschen Bundespost tätig.
Nach jahrelanger ehrenamtlicher Tätigkeit für die Deutsche Postgewerkschaft (DPG) wurde er 1982 Leiter der Abteilung Jugend beim Hauptvorstand der DPG und somit hauptamtlich für seine Gewerkschaft tätig. Ab 1990 leitete er ein Jahr lang die Abteilung Gewerkschaftliche Bildung und anschließend bis 2000 die Abteilung Organisation/Vertrauensleute.
Im Jahre 2000 stieg er zum Mitglied des geschäftsführenden Hauptvorstands der DPG auf und war dort bis zur Gründung von ver.di zuständig für den Bereich Postdienste.  
2001 bis 2006 war er Mitglied im Bundesvorstand von ver.di und ist seit dem Weltpräsident der UNI Post + Logistics, Mitglied im UNI-Weltvorstand und UNI-Europavorstand.
Büttner gehört seit 1965 der SPD an.
Er lebt mit seiner Frau Regine Büttner in Bingen am Rhein.